# .vn
.vnは、ベトナムに割り当てられているインターネットの国別コードトップレベルドメイン (ccTLD) である。2003年、DotVN, Inc.は管理団体であるVNNICと、トップレベルドメインである.vnを外国に販売するための契約を交わした。
国のドメイン名「.vn」は50万ドメインを超え、東南アジア（ASEAN）で1位、アジア太平洋地域で使用中のドメイン名数でトップ10にランクインした。
1文字または2文字の.vnドメイン名はオークションを通じて登録される。
プレーンASCII文字を含む36個のドメイン名（a、b、c、…、x、y、z、0、1、2、3、…、7、8 、9.vn）およびベトナム固有の文字（â、ă、đ、ê、ô、ơ、ư.vn）を持つ7つのドメイン名の合計43個の1文字の.vnドメイン名がある。ASCII文字（a0、a1、a2、…、z7、z8、z9.vn）の組み合わせを持つ1296個の2文字のドメイン名がある。

## セカンドレベルドメイン
.vnでは、セカンドレベル、または、さまざまなセカンドレベルドメインの下位の第3レベルドメインに自分のドメインを登録することができる。下記は、使用されているセカンドレベルドメインのリストである。
- .com.vn - 商業活動に関連する組織または個人。
- .biz.vn - 商業活動に関連する組織または個人。.com.vn に同じ。
- .edu.vn - 教育に関連する組織または個人。
- .gov.vn - 中央または地方の政府機関、組織。
- .net.vn - オンラインサービスに関連する組織または個人。
- .org.vn - 政治的、文化的、社会的な活動に関連する組織。
- .int.vn - ベトナムに基盤をおく国際組織。
- .ac.vn - 研究活動に関連する組織または個人。
- .pro.vn - 高度な専門領域に関連する組織または個人。
- .info.vn - 情報の創造や流通、供給に関連する組織または個人。
- .health.vn - 医療、薬事に関連する組織または個人。
- .name.vn - インターネット関連の活動を行う個人。